# Aerangis collum-cygni
Aerangis collum-cygni är en orkidéart som beskrevs av Victor Samuel Summerhayes.
Aerangis collum-cygni ingår i släktet Aerangis och familjen orkidéer. Inga underarter finns listade i Catalogue of Life.